# 주한 요르단 대사관
주한 요르단 대사관(아랍어: سفارة الأردن في كوريا, 영어: Embassy of Jordan, Seoul)은 대한민국 서울특별시 종로구 중학동 14 트윈트리타워 B동에 위치하고 있는 요르단 대사관이다. 현직 주한 요르단 대사는 아살 알탈이다.

## 역사
요르단은 1962년 7월 26일에 대한민국과 수교했다. 대한민국 정부는 1975년 3월에 요르단 암만에 주요르단 대한민국 대사관을 설립했다. 요르단 정부는 대한민국과 수교한 이후에 한동안 주일본 요르단 대사관에서 대한민국과 관련된 외교 임무를 겸임해 오다가 2011년 2월에 대한민국 서울에 주한 요르단 대사관을 설립했다. 요르단은 1974년 6월 30일에 조선민주주의인민공화국과도 수교했으나 2018년 2월 1일에 미국과의 동맹 정책을 따르기 위한 차원에서 단절했다.

## 주요 업무
주요 업무는 대한민국 정부와의 외교·교섭, 투자 유치 활동, 대한민국 거주 요르단 국민의 보호 육성, 외교 정책 홍보, 문화, 학술, 체육 협력, 여권, 입국 사증 발급 및 영사 확인 업무 등이다.

## 같이 보기
- 대한민국-요르단 관계
- 주요르단 대한민국 대사관
- 요르단의 재외공관 목록
- 대한민국 주재 외국공관 목록